# Tanjung Maraja
Tanjung Maraja is een bestuurslaag in het regentschap Simalungun van de provincie Noord-Sumatra, Indonesië. Tanjung Maraja telt 1714 inwoners (volkstelling 2010).